# Río Grande (Antioquia)
El río Grande es un río colombiano, el más importante del Norte Antioqueño, ya que su cuenca está ubicada completamente en esta subregión, nace en la vereda San Bernardo en Aragón (Santa Rosa de Osos) y en su recorrido pasa por los municipios de Santa Rosa, Entrerríos y Donmatías especialmente en los límites; aunque tiene parte de su trayectoria al interior de Santa Rosa de Osos y Donmatías, específicamente.
Este río a pesar de ser casi un río rural, ronda la cabecera urbana de Entrerríos y los corregimientos santarrosanos de: Aragón, Riogrande y El Caney. Es el eje de integración de la zona de altiplano Norte de Antioquia y la cuenca que une al sector conocido como Norte cercano o ruta de la leche.
El río Grande se une con el río Medellín para formar el río Porce.

## Cuenca e intervenciones antrópicas

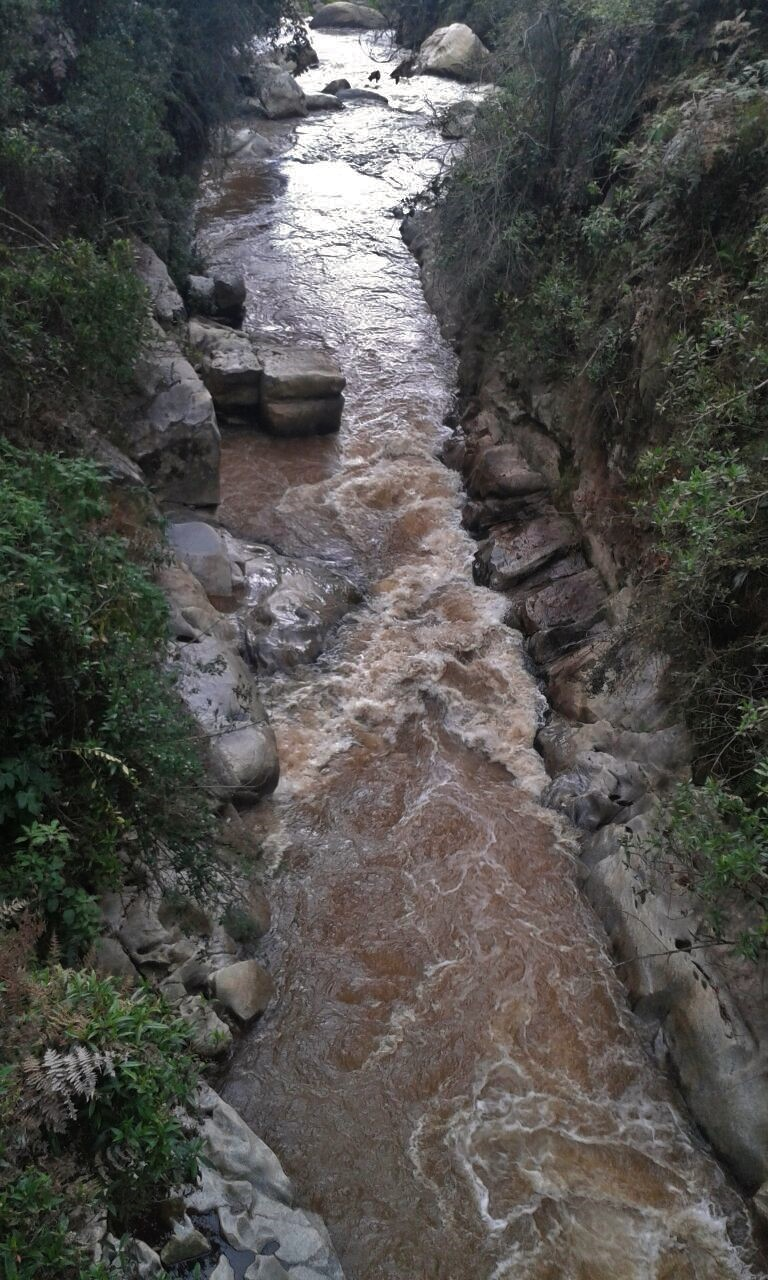
El Chispero, en el límite entre Santa Rosa de Osos y Entrerríos, es uno de los raudales más famosos y peligrosos del río Grande.

El río Grande se divide en 2 tramos de manera no natural; ya que en algún momento formaban un solo río sumamente estable y caudaloso;
el primer tramo, el único estable, va desde su nacimiento hasta el embalse Riogrande II; las aguas del río nacen a una altura aproximada de 3000 m s. n. m. en el Alto de San Bernardo, en Santa Rosa de Osos, siguiendo su curso por el municipio, atraviesa al corregimiento de Aragón, en estos predios recibe al río Chocó, uno de sus principales afluentes. Más abajo descarga sus aguas el río Quebradona-Candelaria.
En este punto el río comienza a servir de frontera entre Santa Rosa y Entrerríos, donde unos kilómetros más abajo de la cabecera urbana de este último, se interna en el Embalse Riogrande II, donde recibe a su principal afluente, el río Chico de Belmira. En este punto la gran mayoría de las aguas del río se desvían por un túnel artificial que las dirige a las centrales de Niquía y Tasajera, dejando correr únicamente un diminuto caudal ecológico y las descargas ocasionales del rebose del embalse.
Allí comienza el segundo tramo del río, el más inestable, ya que gracias a que las desviaciones de Niquía y Tasajera lo han tomado casi en su totalidad, el Grande se forma casi desde cero en su lecho antiguo, posterior a la presa, con la recepción de las que fueran otrora sus quebradas afluentes, que fluyen por donde antes corría el río original, formando casi que un nuevo sistema hídrico que hereda del río aguas arriba solo las descargas ocasionales del embalse y un posible caudal ecológico. Allí cerca de este punto, se interna en el municipio de Donmatías, sitio en el cual se establecen las represas de Ríogrande I y Quebradona y la central de Mocorongo; en su jurisdicción recibe a la quebrada homónima y a la Quebradona, donde la divisoria de aguas de esta última separa a Donmatías de Santa Rosa y el río comienza a ser limítrofe entre los 2 municipios; unos metros más abajo, rodea la zona urbana de Riogrande y recibe a las quebradas santarrosanas La Pava y Palenque; del lado de Donmatías a Los Tibes y Mocorongo. Más tarde, y con un buen caudal adquirido por sus quebradas post embalse, llega a la zona templada y entra a la central de Hidromontañitas que es a filo de agua; más abajo recibe como principales afluentes a las quebradas La Chorrera y Ahitona en El Caney, para confluir unos metros más abajo con el río Medellín y formar el río Porce.
Cabe destacar que parte del río Grande confluye al río Medellín en Barbosa en el canal artificial denominado Tasajera, este canal es el vertedero de la hidroeléctrica del mismo nombre y el resultado de desviaciones ubicadas en Ríogrande II, por este canal corre el caudal más importante del río y las aguas que por allí pasan ya han sido turbinadas para la producción de energía; estas aguas del río se entregan al canal por medio de un túnel que realiza su descarga cerca a la doble calzada Bello-Hatillo, generando a su vez que el río tenga también un cauce paralelo en el municipio de Barbosa, de 830 metros de longitud, a más de 25 kilómetros de distancia de su cauce natural.
Cerca del punto de confluencia de este canal con el río Medellín se encuentra el Parque de las Aguas que aprovecha el agua del río Grande con fines recreativos.

## Puntos de interés en el recorrido del río
- Gruta de Nuestra Señora de Lourdes en un islote del río a su paso por Aragón (Santa Rosa de Osos).
- Pueblo e Iglesia de Aragón (Santa Rosa de Osos).
- Municipio de Entrerríos, en la margen derecha del río.
- Embalse Riogrande II y su área de protección.
- Capilla de Los Salados (Santa Rosa de Osos).
- Embalses Riogrande I y Quebradona en Donmatías y su área de protección.
- Cascada del río Grande en Donmatías.
- Pueblo e Iglesia de Riogrande (Santa Rosa de Osos).
- Centro Poblado de Riogrande y central de Mocorongo en Donmatías.
- Isla Tahití cerca a El Caney (Santa Rosa de Osos).
- Pueblo y Capilla de El Caney (Santa Rosa de Osos).
- Lagunas en las llanuras aledañas al río en El Caney (Santa Rosa de Osos) y La Frisolera (Donmatías).
- Parque de las Aguas aledaño al canal de La Tasajera en Barbosa.

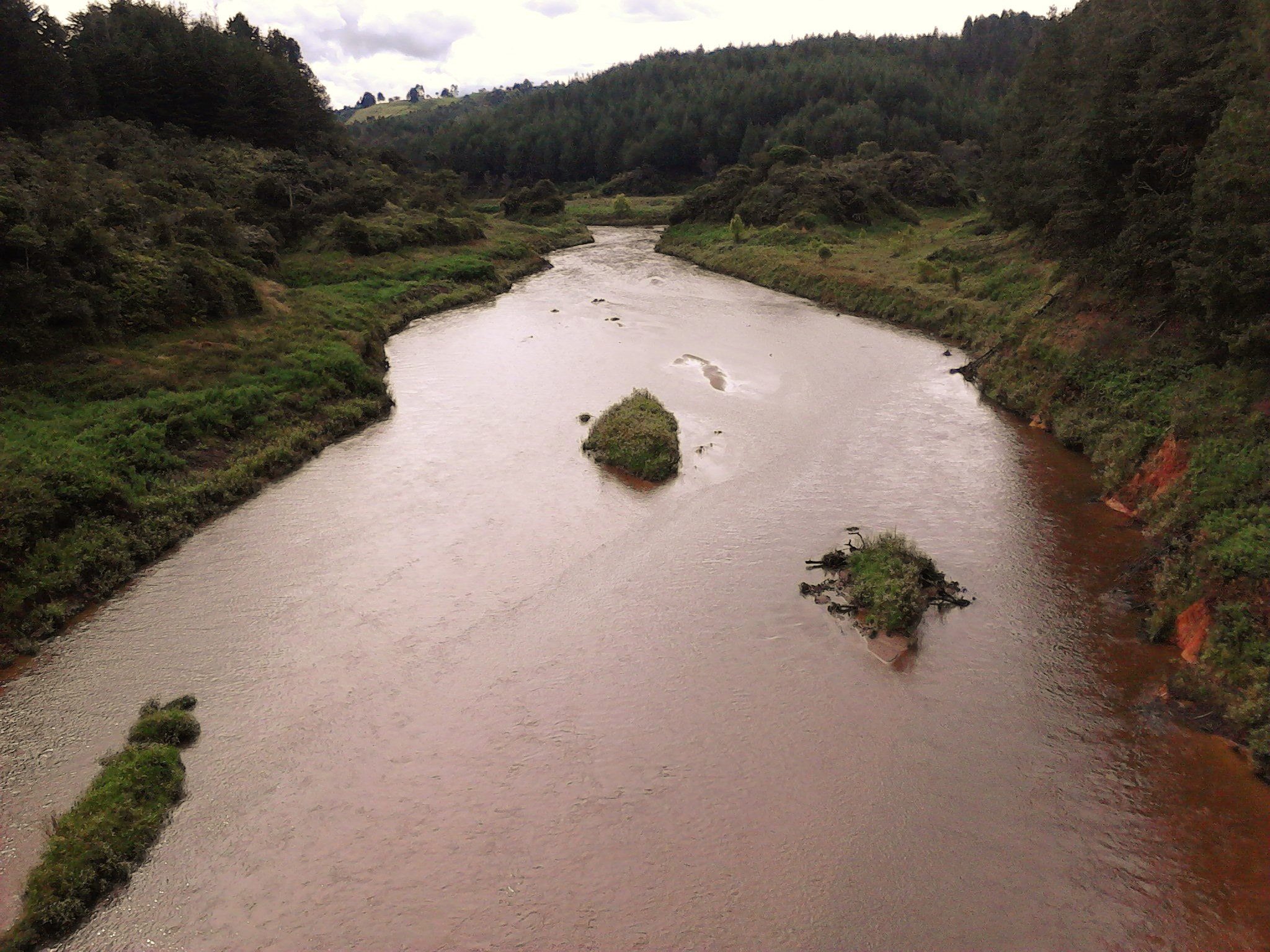
El río Grande en los límites entre Santa Rosa de Osos y Entrerríos, cercano a su llegada al embalse Riogrande II

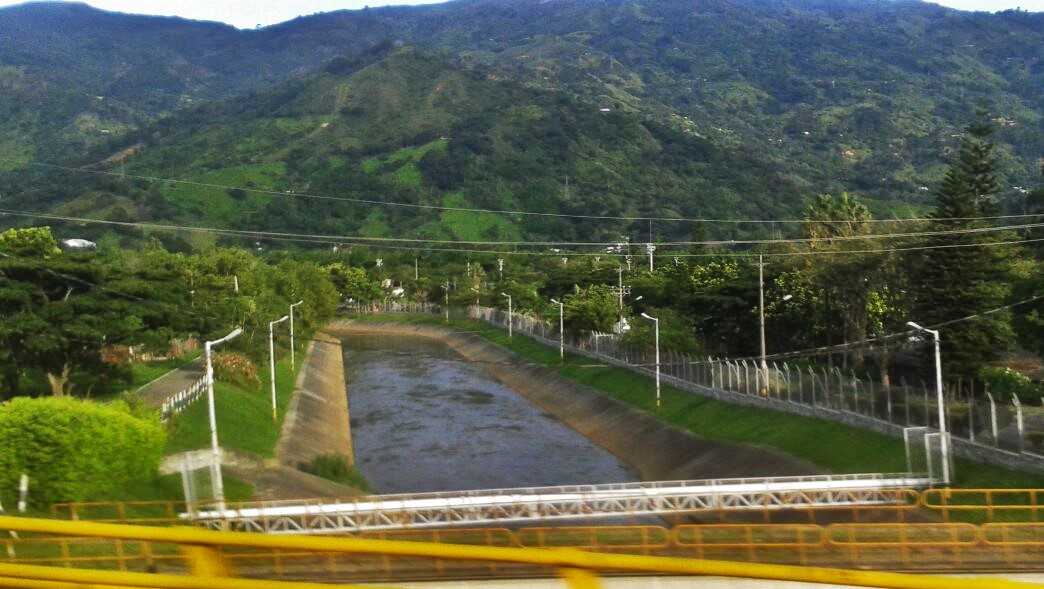
Un caudaloso brazo del río Grande pasa por el Valle de Aburrá a través del canal artificial de "La Tasajera", generando que el río confluya con el Medellín en 2 lugares diferentes; pero el río Porce, solo nace cuando la totalidad de las aguas del río Grande se han unido con las río Medellín a más de 25 kilómetros del canal de La Tasajera, en Puente Gabino.

## Riogrande II

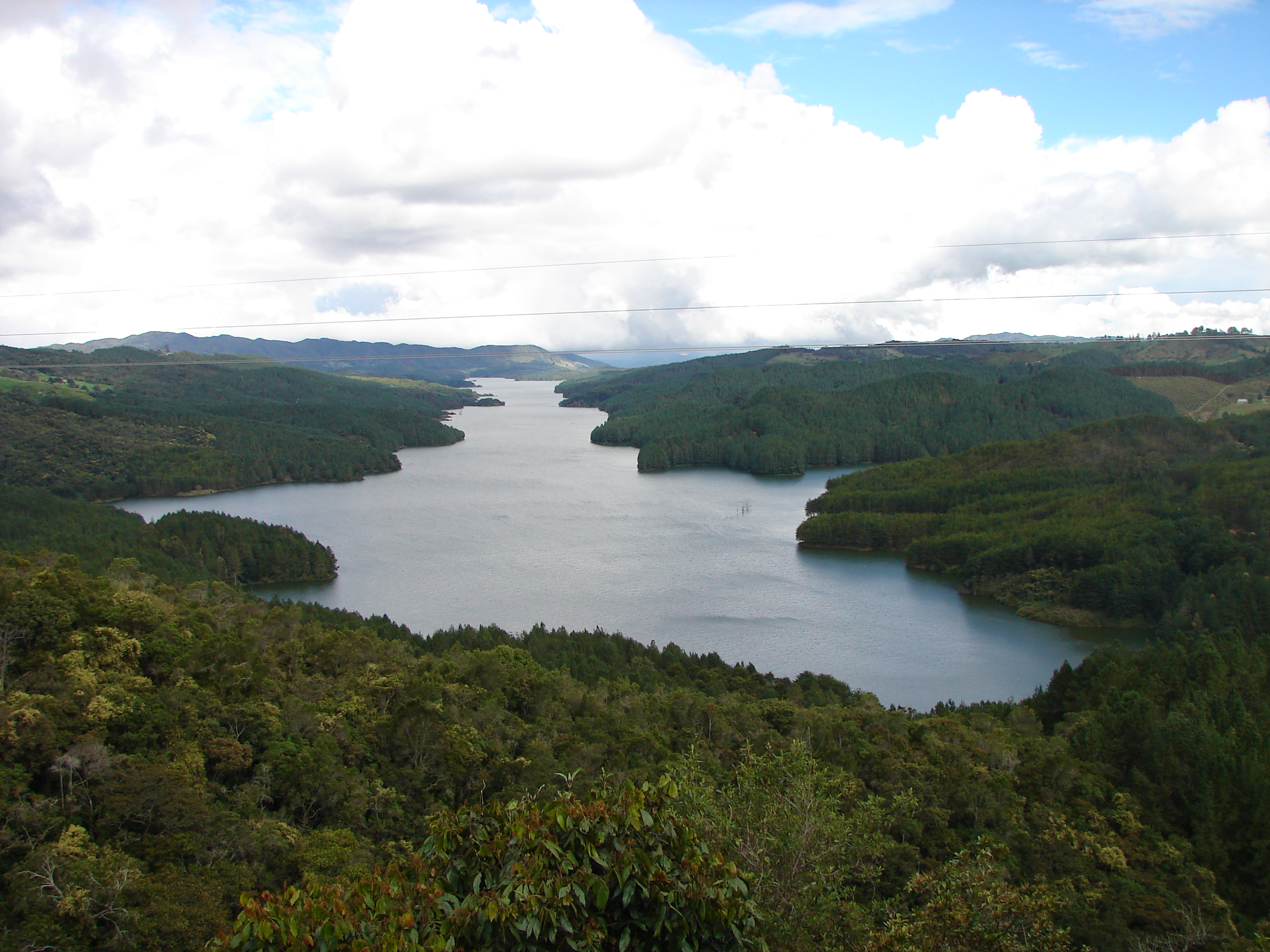
Parte del Embalse Ríogrande II, visto desde la carretera que de Entrerríos conduce a San Pedro de los Milagros.

Riogrande II es un gran lago artificial o embalse que con una superficie de 1100 hectáreas (11 km cuadrados) es uno de los espejos de agua más extensos de Antioquia; pertenece administrativamente a la subregión Norte y específicamente a los municipios de Entrerríos, Santa Rosa de Osos, San Pedro de los Milagros y Donmatías; es alimentado por el río Grande que tributa sus aguas al norte del embalse; algunos ríos afluentes del río Grande, desembocan directamente al embalse; como el caso del río Chico y la quebrada Las Ánimas. Desagua por el mismo río Grande y por la desviación que va hacia las centrales de Niquía y Tasajera. Este embalse hace parte del aprovechamiento múltiple del mismo río.
Este lugar específicamente, por su antigüedad se encuentra naturalizado, convirtiéndose en un cuerpo de agua sumamente biodiverso y de gran importancia ecológica, sirviendo de una zona de pesca importante para los municipios circundantes; sin embargo, aunque las consecuencias negativas ambiental y culturalmente del espejo de agua como tal han sido mínimas, el desvío del río si ha generado resultados desastrosos aguas abajo en estos aspectos. 
Riogrande II es el cuerpo lacustre más extenso del Norte Antioqueño, siguiéndolo en extensión los embalses de Miraflores y Troneras en Carolina del Príncipe.
- APROVECHAMIENTO MÚLTIPLE DEL RÍO GRANDE

El proyecto de aprovechamiento múltiple del Río Grande, por su magnitud y por los objetivos que se cumplen con su desempeño, constituye una de las obras de mayor trascendencia que las Empresas Públicas de Medellín ha emprendido.
La cuenca del río Grande con un área de 1294 km² está situada en la zona central del departamento de Antioquia, al norte de la ciudad de Medellín y en jurisdicción de los municipios de San Pedro, Entrerríos, Belmira, Don Matías y Santa Rosa de Osos.
Esta cuenca hace parte de la hoya hidrográfica del río Porce, el cual a su vez es afluente del río Nechí, desembocando estos con el río Cauca y Magdalena y finalmente en el Mar Caribe.
El proyecto aprovecha y está localizado en la parte alta y media de la cuenca, recogiendo un área de drenaje de 1041 km² (un 80% del área total).
El aprovechamiento del río Grande se estudió y estructuró contando con su localización y caudal para los siguientes propósitos principales:
Suministro de agua potable para el área Metropolitana del Valle de Aburrá.
Generación hidroeléctrica explotando la diferencia de nivel la altiplanicie del río Grande y el Valle del Aburrá.
Además de los anteriores propósitos básicos, se deben destacar otros que se logran con el aprovechamiento:
La desviación del río Grande al río Medellín a través de la central la Tasajera, en un sitio cercano a la población de Girardota, se considera un beneficio importante para el propósito de saneamiento del río Medellín, por los efectos de dilución sobre las aguas contaminadas de éste, pero en la práctica un gran perjuicio a la cuenca baja del río Grande.
Los elementos principales que constituyen el aprovechamiento múltiple son:
La presa de Riogrande, localizada 1.7 km aguas debajo de la desembocadura del río chico al río Grande, constituida por un lleno de tierra de 2.7 millones de metros cúbicos, con una altura de 65 m sobre el nivel considerado para la fundación y un vertedero por la margen izquierda del tipo de canal abierto. Esta estructura crea un embalse que en su nivel máximo inunda un área de 1100 hectáreas.
La central hidroeléctrica La Tasajera con una capacidad instalada de 300MW.
La central hidroeléctrica de Niquía es superficial, con una capacidad instalada inicial de 24 MW
El acueducto para el área Metropolitana está constituido por la tubería de conducción superficial o sifón de 5.5 km y 1.98m de diámetro por medio de la cual se conduce por gravedad las aguas desde el tanque de carga situado en la salida de la central de Niquía hasta la planta de tratamiento localizada en la parte alta de Machado en Bello (Antioquia).

## Afluentes directos
El río Grande es una de las corrientes hídricas con más caudales aportantes en el departamento de Antioquia, recogiendo quebradas y nacimientos de una amplia y compleja red de drenaje en la parte central y occidental del Altiplano.
El río, que nace en el Alto de San Bernardo, rápidamente adquiere un volumen de agua importante, a esta corriente principal le aportan caudales los siguientes tributarios en orden de importancia:
1. 'Río Chico:' Es el principal tributario del río Grande, su cuenca quedó sumergida en la parte baja por el embalse de Riogrande II al cual desemboca, nace en el Páramo de Belmira-Santa Inés y a pesar de tener un caudal evidentemente inferior al río Grande, es la segunda fuente hídrica en importancia de toda la cuenca y afortunadamente, la más protegida a nivel institucional, sus aguas son hogar de truchas, lo cual ha hecho famoso al municipio de Belmira y ha institucionalizado las "Fiestas de la trucha" en la localidad.
2. Río Chocó: El segundo afluente del río Grande en importancia y el primero de los grandes tributarios en desembocar, nace en la vereda La Piedra-Berrío de Santa Rosa de Osos, corre exclusivamente por este municipio, recogiendo numerosas quebradas incluso algunas nacidas en los Llanos de Cuivá, Yarumal. Al igual que el propio río Grande, el Chocó, sufre desprotección institucional, es quizá el río del Altiplano con mayor número de meandros, lo cual es muy interesante dada la morfología del terreno, donde además se presentan madreviejas y humedales de importancia ecológica y en sus aguas se encuentran especies en peligro de extinción como la nutria.
3. Río Quebradona-Candelaria: Tercer afluente en importancia del río Grande, es un muy corto río de algo menos de 700 metros de longitud total, formado por las quebradas Quebradona y Candelaria cuyos afluentes vienen del Páramo de Belmira-Santa Inés y que corren separadas hasta que se unen formando el río homónimo que muere en el río Grande apenas 700 metros después de la confluencia que lo conforma.

En esta lista se destacan los principales afluentes directos del río Grande, en orden desde su nacimiento hasta su desembocadura, la margen en la que se encuentran y los municipios donde confluyen.
En cursiva y con un asterisco (*) aparecen las corrientes hídricas que desembocan al río por medio del Embalse Riogrande II, a su vez como este embalse inundó un terreno considerable, muchas de las quebradas que eran afluentes indirectos del río Grande al quedar los terrenos abnegados, se convirtieron en tributarias directas, como todas las que vienen de San Pedro de los milagros y algunas de Entrerríos; estas se identifican además porque están subrayadas.
| Afluentes principales por la derecha | Afluentes principales por la izquierda |
| ------------------------------------ | -------------------------------------- |
| En Santa Rosa de Osos                | En Santa Rosa de Osos                  |
| Santa Bárbara                        | San Miguel                             |
| San Bartolo                          | San Bernardo                           |
| Providencia-La Miel                  | El Diamante                            |
| Montoya                              | Río Chocó                              |
| San Dionisio                         | La Muerta                              |
| Nao                                  | San Lorenzo                            |
| La Margarita                         | Monteclaro                             |
| Germania                             | La Aguada                              |
| El Presidio                          | Del Medio                              |
| Río Quebradona-Candelaria            | La Limpia                              |
| En Entrerríos                        | La Bramadora                           |
| La Paja                              | El Bosque                              |
| Olival                               | Santa Ana-Las Ánimas                   |
| La Pajita                            | Las Palmas                             |
| Potrerito                            | La Muñoz                               |
| Ranchería                            | Morales                                |
| La Torura                            | Orobajo*                               |
| Pontezuela                           | Murillo*                               |
| Pontezuelita*                        | La Paja de salados*                    |
| Santa Bárbara de Entrerríos*         | Santa Rita*                            |
| La Resaca*                           | En Donmatías                           |
| Sabanas*                             | Quebradona                             |
| Yerbabuenal*                         | En Santa Rosa de Osos                  |
| La Mortuoria*                        | La Pava                                |
| Río Chico*                           | Palenque                               |
| En San Pedro de los Milagros         | La Cerveliona                          |
| El Banco*                            | Las Ánimas-Santa Rosa                  |
| El Salado*                           | Piedras Gordas                         |
| La Pretel*                           | El Tablazo                             |
| San Diego*                           | San Isidro                             |
| En Donmatías                         | El Cedral                              |
| Las Ánimas*                          | Morrón                                 |
| Las Peñas                            | La Chorrera                            |
| La Planta                            | La Ahitona                             |
| La Piedrahíta                        | Puente Largo                           |
| Donmatías                            | La Clarita                             |
| El Rosario                           | La Caya                                |
| Los Tibes                            | Tacaloa                                |
| Mocorongo                            | El Silencio                            |
| Las Angustias                        |                                        |
| Pan de Azúcar                        |                                        |
| Los Mártires                         |                                        |
| El Mango                             |                                        |
| Los Laurelitos                       |                                        |

## Problemas Ambientales
En la actualidad la cuenca del río Grande como tal está desprotegida institucionalmente en su gran mayoría; su lugar de nacimiento y el de varios de sus afluentes no cuentan con una figura de protección ambiental, los esfuerzos se concentran hoy en día en el Páramo de Belmira-Santa Inés, pero solo con este hecho se ven impactados activamente algunos tributarios como el río Chico y el río Quebradona-Candelaria, sin embargo el propio nacimiento del río Grande en el Alto de San Bernardo no ha podido ser declarado como zona de interés ambiental, hecho preocupante si se tiene en cuenta que Santa Rosa de Osos es un municipio con conflictos ambientales latentes cómo la expansión indiscriminada de la frontera agropecuaria, los monocultivos y la minería. Sin embargo, su río hermano el Medellín, si posee una reserva natural en su nacimiento, en el Alto de San Miguel, Caldas.
A pesar de esto, el río Grande es una de las cuencas más importantes de Antioquia, solamente contando los afluentes provenientes del Páramo se benefician aproximadamente 980.000 habitantes del Valle de Aburrá con el servicio de acueducto; sin embargo a pesar de esto es un tema álgido si se tiene en cuenta que gran parte del resto de la cuenca del río, especialmente en la zona de nacimiento y afluentes provenientes de Santa Rosa de Osos no están protegidos, generando riesgo para el mismo sistema de servicio de agua para Medellín y su área metropolitana, pues el propio río Grande y todos los afluentes de la margen oriental no vienen del Páramo de Belmira-Santa Inés, sino de otros complejos hidrográficos en el Norte Antioqueño.
Al embalse de Riogrande II van a parar las aguas de afluentes indirectos del río Grande que cuentan con una pésima calidad debido a la contaminación generada en los centros urbanos de Santa Rosa de Osos Y San Pedro de los Milagros, las quebradas Agüitas Claras (de Santa Rosa) y El Hato (de San Pedro) según el documento "ÍNDICES DE ESCASEZ Y DE CALIDAD DEL AGUA PARA LA PRIORIZACIÓN DE CUERPOS DE AGUA EN LOS PLANES DE ORDENACIÓN DEL RECURSO HÍDRICO. APLICACIÓN EN LA JURISDICCIÓN DE CORANTIOQUIA" son tal vez los cuerpos de agua de peor calidad de la corporación autónoma regional del centro de Antioquia, la quebrada Agüitas Claras cuenta con un índice de calidad de agua de 30,8 en 2008 y 37,1 en 2009 y la quebrada El Hato cuenta con un índice de 37,0 en 2008 y 38,4 en 2009; cuando un nivel óptimo aceptable se alcanza con valores por encima de 70, lo que las convierte en unas de las corrientes hídricas fuera del Valle de Aburrá con peores condiciones ambientales en el departamento de Antioquia.
Afortunadamente al ser afluentes indirectos del río Grande, el impacto en el embalse no es muy significativo; la quebrada Agüitas Claras desemboca en la quebrada Bramadora y la quebrada El Hato desemboca al Río Chico, estas corrientes de agua ayudan a amortiguar un poco la contaminación generada en Santa Rosa y San Pedro.